# Батагай-Алита
Батагай-Алита (якут. Баатаҕай Алыыта, рос. Батагай-Алыта), також називають Саккирир (якут. Саккырыыр) — село в Республіці Саха, Росія, адміністративний центр Евено-Битантайського улусу та Тюгесірського наслега.

## Розташування
Батагай-Алита розташоване на північному сході Республіки Саха, за полярним колом. Через Батагай-Алита протікає річка Улахан-Саккирир, біля села знаходиться озеро Ункюр. Відстань до міста Якутськ: повітряним шляхом — 850 км, наземним — 1687 км.

## Історія
Давня назва Саккирир, котра вживається і зараз. Село було засноване у 1936 році.

## Клімат
У Батагай-Алита помірно-холодний клімат. Тривалість зимового періоду становить в середньому 5 місяців. Весна досить суха, коротка. Для неї характерно різке наростання температури. Літо тепле, але не тривале. Осінь коротка, волога, з різким зниженням середньодобових температур. Протягом року в селі випадає значна кількість опадів. Навіть під час самого посушливого місяця. Середньорічна температура в Батагай-Алита — -16.2 °C. У рік випадає близько 272 мм опадів.
| Клімат Батагай-Алита  | Клімат Батагай-Алита | Клімат Батагай-Алита | Клімат Батагай-Алита | Клімат Батагай-Алита | Клімат Батагай-Алита | Клімат Батагай-Алита | Клімат Батагай-Алита | Клімат Батагай-Алита | Клімат Батагай-Алита | Клімат Батагай-Алита | Клімат Батагай-Алита | Клімат Батагай-Алита | Клімат Батагай-Алита |
| Показник              | Січ.                 | Лют.                 | Бер.                 | Квіт.                | Трав.                | Черв.                | Лип.                 | Серп.                | Вер.                 | Жовт.                | Лист.                | Груд.                |                      |
| Середній максимум, °C | −43,3                | −38,7                | −18,8                | −3,1                 | 9,7                  | 18,9                 | 22,6                 | 18,7                 | 7,6                  | −10,2                | −30,8                | −41,4                |                      |
| Середній мінімум, °C  | −46,9                | −46,6                | −37                  | −21                  | −1,8                 | 7,6                  | 10,9                 | 6,2                  | −1,8                 | −18,1                | −36,1                | −45                  |                      |
| Норма опадів, мм      | 5.9                  | 6.2                  | 5.6                  | 3.4                  | 15.3                 | 32.4                 | 27.1                 | 26.1                 | 16.8                 | 8.9                  | 10.0                 | 6.0                  |                      |
| Днів з опадами        | 8                    | 7                    | 5                    | 3                    | 6                    | 10                   | 10                   | 10                   | 7                    | 7                    | 8                    | 6                    |                      |
| --------------------- | -------------------- | -------------------- | -------------------- | -------------------- | -------------------- | -------------------- | -------------------- | -------------------- | -------------------- | -------------------- | -------------------- | -------------------- | -------------------- |

## Населення
| Рік  | Населення |
| ---- | --------- |
| 1959 | 803       |
| 2002 | 1722      |
| 2010 | 1832      |
| 2013 | 1798      |
| 2014 | 1796      |
| 2015 | 1829      |

## Інфраструктура
У Батагай-Алита знаходиться аеропорт Саккирир. Аеропорт «Саккирир» є філією ФКП «Аеропорти Півночі». Основна діяльність аеропорту спрямована на забезпечення обслуговування пасажирів, пошти, вантажів та надання комплексу послуг з наземного обслуговування повітряного транспорту. 
Також у Батагай-Алиті діють МКУ «Історико-етнографічний музей», МКУ «Евено-Битантайская централізована бібліотечна система», МБУ «Етнокультурний центр „Гарпал”», Муніципальна бюджетна освітня установа додаткової освіти дітей «Улусний дитячий центр», МБОУ ДОД «ДЮСШ», Муніципальний бюджетний загальноосвітній заклад «Саккирирская середня загальноосвітня школа імені Р.І.Шадріна», Муніципальний бюджетний загальноосвітній заклад «Кустурська середня загальноосвітня школа імені І.М. Слєпцова», Муніципальний бюджетний дошкільний навчальний заклад «Саккирирський дитячий садок „Хаарчаана”», будинок культури, музична школа, народний театр.
У Батагай-Алита випускається газета «Битантай уоттара» (якутською мовою). 

## Економіка
Основне заняття місцевих мешканців — оленярство, мисливський промисел та лісозаготівля. У Батагай-Алита знаходиться лінійно-технічний цех №4 Міжрайонного центру технічної експлуатації телекомунікацій філії «Сахателеком», Відкритого акціонерного товариства міжміського та міжнародного електричного зв'язку «Ростелеком», селянське господарство «АЛААС», Державна Установа «Евено-Битантайський лісгосп». Планується будівництво малої ГЕС у Батагай-Алита.

## Спорт
27-30 березня 2014 року в селі Батагай-Алита пройшли II Ігри народів Півночі, які були присвячені 25-річчю «Евено-Битантайського улусу» та року Арктики в Республіці Саха.